# Pikkjärv
Der Pikkjärv ist ein See auf der estnischen Insel Saaremaa. Andere Namen des Sees sind Pitkjärv, Koigi Pitkjärv und Koigi Pikkjärv.
Der Pikkjärv befindet sich im Moor von Koigi (estnisch Koigi Raba). Er gehört verwaltungsmäßig zur Gemeinde Saaremaa. Der Pikkjärv liegt 9,7 m über dem Meeresspiegel. Der Umfang des Sees beträgt 2,43 km, seine Fläche 22,5 ha. Die größte Tiefe liegt bei 3 m, die durchschnittliche Tiefe bei 1,5 m.
Das Wasser ist braun-orange. Wichtigste Fischarten sind Hecht und Rotauge.
Einziger Abfluss des Sees ist der Bach Maadevahe.